# Cachoeira da Capivara

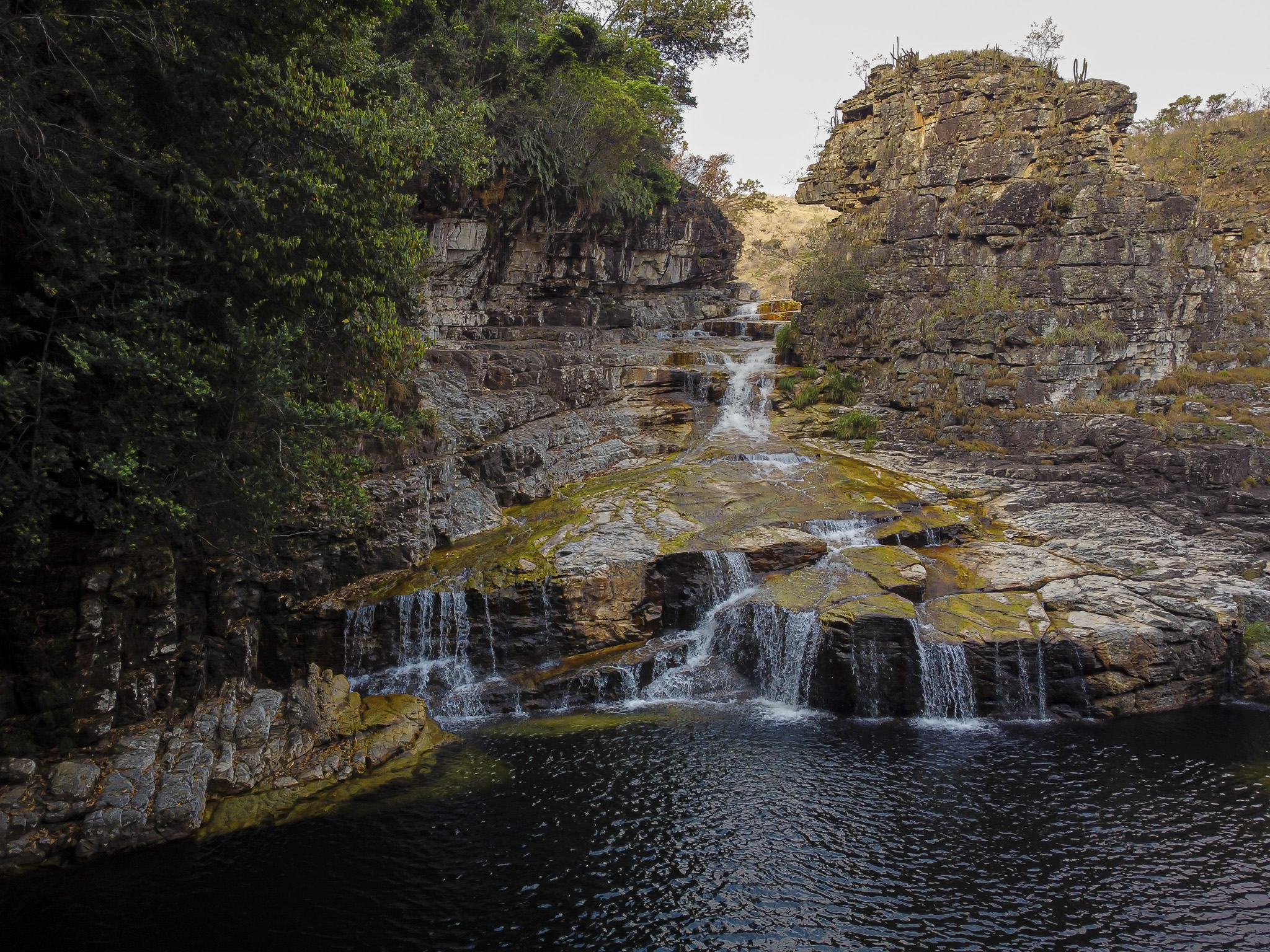
Cachoeira da Capivara - Capitólio/MG

A Cachoeira da Capivara está localizada no Município de Capitólio (Minas Gerais). Apresenta esse nome pois é banhada pelo Ribeirão da Capivara que desaba no Lago de Furnas. O local é ideal para quem gosta de nadar e mergulhar, tendo em vista que seu poço contém média de 16 metros de profundidade.

## Acesso
O acesso ocorre pela rodovia MG 050 no KM 314, 6, bem em frente a Cascata Eco Parque. Logo depois, é possível encontrar uma placa indicativa da Cachoeira da Capivara na entrada da estrada de terra, percorrendo mais 1,8 km até chegar na portaria principal. A via de acesso não é pavimentada e possui alguns buracos e pedras, porém, é possível acessar de carro tranquilamente.

## Características
A cachoeira da Capivara pode ser acessada por meio de uma trilha de 900m com mais de 40 piscinas naturais pelo caminho. A trilha apresenta um visual incrível às margens do Ribeirão Capivara e possui pontes de madeira que auxiliam a passagem. É proibido levar alimentos e bebidas, exceto água. Recomenda-se o uso de tênis confortáveis ou sandálias/sapatilhas para trilhas molhadas, além de protetor solar, repelente e roupas leves. 